# جامعة الإمام جعفر الصادق
جامعة الامام جعفر الصادق هي جامعة عراقية خاصة.

## نبذة عن الجامـــــــعة
نشأت جامعة الإمام جعفر الصادق  عام 2004م، وقد أسست وفق قانون الكليات والجامعات الأهلية[بحاجة لمصدر]في العراق، رقم (13) لسنة 1996م المعدل، وذلك باسم مؤسسة دار الإسلام الثقافية الخيرية، باعتبارها الجهة المعتمدة والمسؤولة عن رعاية هذه الجامعة وإدارة شؤونها حسب القانون. وبناء على ذلك تم الإعتراف بالجامعة من قبل وزارة التعليم العالي والبحث العلمي، في 3/8/2008، بعد مصادقة مجلس الوزراء عليها بجلسته الاعتيادية بتاريخ 2/1/2008. وقد بدأت الجامعة بثلاث كليات في موقعها الرئيس ببغداد، وموقعين بديلين في محافظتي النجف وميسان، وأنطلقت تؤدي رسالتها ببضع مئات من الطلبة والطالبات، واليوم وبعد عشر سنوات من العمل الجاد، والجهد المتواصل، أصبحت لها خمسة مواقع بديلة جديدة، في المحافظات: المثنى، وذي قار، وصلاح الدين، وديالى، وكركوك.ومما يؤكد تطور العملية التعليمية في الجامعة، هو أنها بدأت تقطف ثمار ما غرسته سريعا، فقد عاد طلبتها الذين تخرجوا فيها ليصبحوا مدرسين فيها بعد أن أكملوا دراساتهم العليا (الماجستير) وتفوقهم على أقرانهم من الجامعات الأخرى، ليتطلعوا نحو البناء والتقدم، ويساهموا في رسم آفاق المستقبل للجامعة.

## كليات الجامعة
تحتوي على 4 كليات وهي:
- كلية القانون
- كلية الآداب
- كلية تكنولوجيا المعلومات
- كلية العلوم الإدارية والمالية

## فروع الجامعة
- لديها أفرع في محافظة بغداد، وميسان، والنجف، والمثنى، وذي قار، وديالى، وكركوك، وصلاح الدين.

## الموقع الرسمي
- الموقع الرسمي
- قناة التليكرام